# Чамчамаль
Чамчама́ль (араб. جمجمال, курд. Çemçemall) — місто на північному сході Іраку, розташоване на території мухафази Сулейманія (автономія Іракський Курдистан). Адміністративний центр однойменного округу.

## Географія
Місто знаходиться в західній частині мухафази, в гірській місцевості західного Загросу, на висоті 702 метрів над рівнем моря. 

Чамчамаль розташований на відстані приблизно 50 кілометрів на захід від Сулейманії, адміністративного центру провінції та на відстані 237 кілометрів на північний північний схід (NNE) від Багдаду, столиці країни.

## Населення
Згідно даних останнього офіційного перепису 1965 року, населення становило 7 533 осіб.
Динаміка чисельності населення міста за роками:
| 1965  | 2012    |
| ----- | ------- |
| 7 533 | 106 885 |